# Uno Piir
Uno Piir (Tallinn, Estonia; 12 de noviembre de 1929 – 4 de mayo de 2025) fue un futbolista y entrenador de Estonia de fútbol que jugó en la posición de centrocampista.

## Carrera

### Jugador
| Periodo   | Club              |
| --------- | ----------------- |
| 1949–1953 | JK Dünamo Tallinn |
| 1954–1955 | JK Tallinna Kalev |

### Entrenador
| Periodo   | Club                     |
| --------- | ------------------------ |
| 1962–1989 | FC Norma Tallinn         |
| 1990      | Valkeakosken Koskenpojat |
| 1992–1993 | Estonia                  |
| 1995–1996 | JK Tallinna Sadam        |
| 1997–2004 | JK Nõmme Kalju           |

## Logros

### Jugador
- Estonian SSR Football Championship: 1949, 1950, 1955
- Copa de Estonia: 1949

### Entrenador
- Estonian SSR Football Championship: 1964, 1967, 1970, 1970, 1979, 1988
- Copa de Estonia: 1962, 1965, 1971, 1973, 1974, 1989, 1995–96